# Pedilochilus majus
Pedilochilus majus är en orkidéart som beskrevs av Johannes Jacobus Smith. Pedilochilus majus ingår i släktet Pedilochilus och familjen orkidéer. Inga underarter finns listade i Catalogue of Life.